# Андуинс (Порденоне)
Андуинс је насеље у Италији у округу Порденоне, региону Фурланија-Јулијска крајина.
Према процени из 2011. у насељу је живело 229 становника. Насеље се налази на надморској висини од 317 м.